# دوره چهاردهم مجلس شورای ملی
دوره چهاردهم مجلس شورای ملی در ۶ اسفند ۱۳۲۲ (۱ ربیع‌الاول ۱۳۶۳ ه. ق) بازگشایی شد و در ۲۱ اسفند ۱۳۲۴ (۷ ربیع‌الثانی ۱۳۶۵ ه. ق) به پایان رسید. نخستین جلسهٔ رسمی این دورهٔ مجلس نیز در روز ۲۱ اسفند ۱۳۲۲ برگزار شد.
ریاست مجلس چهاردهم در دست سید محمدصادق طباطبایی بود. ۱۳۶ نماینده به مجلس راه یافتند. اعتبارنامه سید ابوالقاسم کاشانی به مجلس نرسید و اعتبارنامهٔ سید جعفر پیشه‌وری در ۲۲ تیر ۱۳۲۳ رد شد. ۳ نمایندهٔ دیگر نیز فوت شدند یا استعفا کردند. در این دوره، هشت کابینه برای رأی اعتماد به مجلس معرفی شدند. هم‌چنین حدود ۹۰ قانون در مجلس به تصویب رسید.

## رخدادهای مهم

### انتخابات
مبارزات انتخاباتی از خرداد ۱۳۲۲ آغاز شد و در برخی حوزه‌ها تا فروردین ۱۳۲۳ ادامه داشت. حدود ۸۰۰ نفر برای دستیابی به کرسی نمایندگی مجلس با یکدیگر رقابت کردند. علی‌رغم اعلام ملغی شدن حکومت نظامی توسط سهیلی، انتخابات دورهٔ چهاردهم همزمان با حکومت نظامی انجام شد.

### افتتاح مجلس و تعیین رئیس مجلس
دوره چهاردهم مجلس در ۶ اسفند ۱۳۲۲ با سخنرانی شاه افتتاح شد. محمد مصدق که نمایندهٔ اول تهران بود، از سوی شاه با پیشنهاد نخست‌وزیری روبرو شد؛ ولی آن را مشروط به اصلاح نظام انتخاباتی کرد که توسط شاه پذیرفته نشد. مصدق با اعتبارنامهٔ سید ضیاء مخالفت کرد، ولی نمایندگان اعتبارنامهٔ او را تصویب کردند.
در انتخابات هیئت رئیسه، سید محمدصادق طباطبایی با ۴۴ رأی در برابر ۴۲ رأی مصدق، به ریاست مجلس انتخاب شد و مصدق رهبر اقلیت مجلس شد.

### طرح تمدید مجلس
توقف نیروهای خارجی در ایران، نمایندگان را بر آن داشت که طرحی را برای تأخیر انتخابات مطرح کنند. این طرح در ۱۹ مهر ۱۳۲۴ تقدیم مجلس شد و به تصویب رسید. بر اساس ماده واحدهٔ طرح، انتخابات دورهٔ بعدی مجلس، یک ماه پس از تخلیه خاک ایران از قوای بیگانه انجام می‌شود. سپس اسفندیاری پیشنهاد کرد دورهٔ چهاردهم مجلس به مدت دو سال تمدید شود، ولی برخی نمایندگان با استناد به قانون اساسی، با این طرح مخالفت کردند و آن را مستلزم تشکیل مجلس مؤسسان دانستند.

### کابینه
در دورهٔ چهاردهم هشت کابینه به مجلس معرفی شدند. کابینهٔ نخست حکیمی و کابینهٔ صدر نتوانستند رأی اعتماد مجلس را به دست آورند و سقوط کردند.
- ۸ فروردین ۱۳۲۳: کابینه نخست محمد ساعد مراغه‌ای
- ۱۷ فروردین ۱۳۲۳: کابینه دوم محمد ساعد مراغه‌ای
- ۱۵ شهریور ۱۳۲۳: کابینه سوم محمد ساعد مراغه‌ای
- ۵ آذر ۱۳۲۳: کابینه نخست مرتضی‌قلی بیات
- ۲۳ اردیبهشت ۱۳۲۴: کابینه نخست ابراهیم حکیمی
- ۲۶ تیر ۱۳۲۴: کابینه نخست محسن صدر
- ۱۳ آبان ۱۳۲۴: کابینه دوم ابراهیم حکیمی
- ۲۸ بهمن ۱۳۲۴: کابینه دوم احمد قوام

### سایر رخدادها
- ۱۱ آذر ۱۳۲۳: تصویب طرح تحریم امتیاز نفت[۶]
- تصویب قانون ممنوعیت دولت از مذاکره و قرارداد درباره امتیاز با بیگانگان
- ۱۸ دی ۱۳۲۳: تصویب لایحه لغو اختیارات میلسپو (رئیس کل دارایی)[۷]
- ۱۳ شهریور ۱۳۲۴: تصویب منشور ملل متحد

## فراکسیون‌های مجلس
نمایندگان دورهٔ چهاردهم در ۷ فراکسیون شکل گرفتند:
| فراکسیون  | رهبر                  | تعداد اعضا |
| --------- | --------------------- | ---------- |
| اتحاد ملی | سید محمدصادق طباطبایی | ۳۳         |
| آزادی     | محمدولی فرمانفرمائیان | ۱۱         |
| مستقل     | علی دشتی              | ۱۵         |
| میهن      | هادی طاهری            | ۲۴         |
| توده      | فریدون کشاورز         | ۶          |
| دموکرات   | مهدی فرخ              | ۸          |
| منفردین   | محمد مصدق             | ۳۰         |